# Порядок наследования ганноверского престола

Герб Ганноверского королевства

Порядок наследования упразднённого ганноверского королевского престола — это список лиц, имеющий права на наследование королевского престола Ганновера. Ганноверское королевство (1814—1866) было ликвидировано в 1866 году, а территория бывшего королевства включена в состав Пруссии. Герцогство Брауншвейг (1815—1918) было упразднено в 1918 году в ходе Ноябрьской революции в Германии. В 1919 году Эрнст Август II (1845—1923), герцог Камберлендский и Тевиотдейлский (1878—1919), титулярный король Ганноверский (1878—1923) и герцог Брауншвейг-Вольфенбюттельский (1878—1923), был лишен английским королем титула герцога Камберленда и Тевиотдейла за поддержку Германии во время Первой Мировой войны.
В настоящее время старшим мужским представителем династии и главой Ганноверского королевского дома (с 1987 года) является Эрнст Август V, принц Ганноверский, титулярный король Ганновера, герцог Брауншвейгский, герцог Камберленд и Тевиотдейлский (род. 1954). Закон о престолонаследии в Ганновере и Брауншвейге — полусалический, что позволяет женщинам наследовать королевский престол после пресечения мужской линии дома.

## Текущий порядок наследования

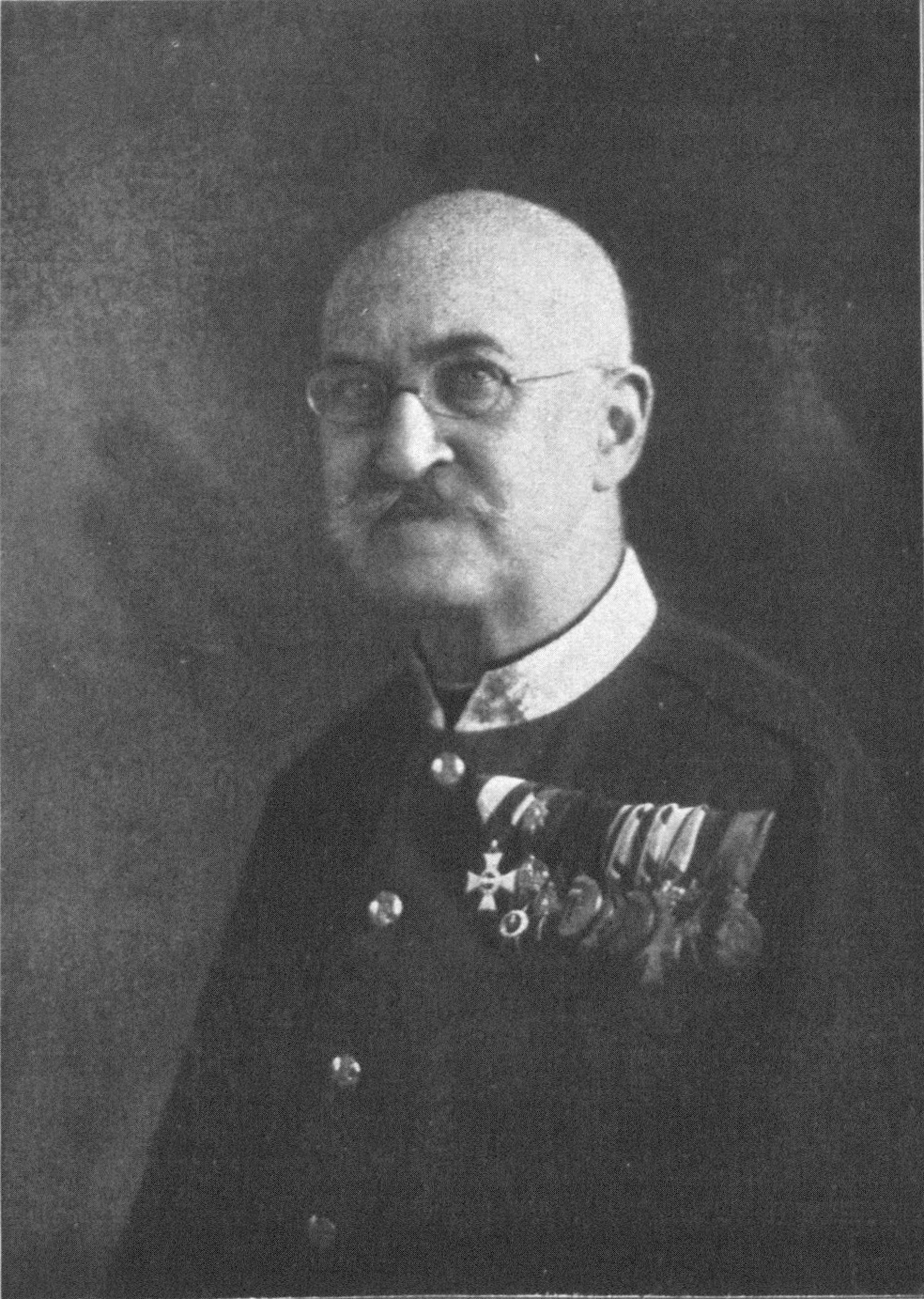
Эрнст Август II (1845—1923), кронпринц Ганноверский, герцог Камберлендский и Тевиотдейлский (1878—1919), титулярный король Ганноверский и герцог Брауншвейг-Вольфенбюттельский (1878—1923)

- король Георг V Ганноверский (1819—1878)
  -  принц Эрнст Август, кронпринц Ганноверский, 3-й герцог Камберлендский и Тевиотдейлский (1845—1923)
    -  Эрнст Август, герцог Брауншвейгский (1887—1953)
      - Эрнст Август, принц Ганноверский («Эрнст Август IV»; 1914—1987)
        - Эрнст Август, принц Ганноверский («Эрнст Август V»; род. 1954)
          - (1) принц Эрнст Август Ганноверский (род. 1983)
            -  (2) Принц Вельф Август Ганноверский (род. 2019)

          -  (3) принц Кристиан Ганноверский (род. 1985)
            -  (4) Принц Николай Ганноверский (род. 2020)

        - принц Людвиг Рудольф Ганноверский (1955—1988)
          -  (5) принц Отто Генрих Ганноверский (род. 1988)

        -  (6) принц Генрих Юлиус Ганноверский (род. 1961)
          - (7) принц Альберт Ганноверский (род. 1999)
          -  (8) принц Юлиус Ганноверский (род. 2006)

      -  принц Георг Вильгельм Ганноверский (1915—2006)
        -  (9) принц Георг Ганноверский (род. 1949)

## Порядок наследования в1866 году
- Король Георг III Ганноверский (1738—1820)
  -   Король Георг IV Ганноверский (1762—1830)
  -   Король Вильгельм IV Ганноверский (1765—1837)
  -   Король Эрнст Август I Ганноверский (1771—1851)
    -   Король Георг V Ганноверский (род. 1819)
      -  (1) Принц Эрнст Август, кронпринц Ганноверский (род. 1845)

  -  Принц Адольф Фредерик, герцог Кембриджский (1774—1850)
    -  (2) Принц Георг, герцог Кембриджский (1819—1904)

В случае угасания королевской линии, показанной выше, линия престолонаследия должна была перейти к Брауншвейгской герцогской линии. Живые члены этой линии в 1866 году:
- Фридрих Вильгельм Брауншвейг-Вольфенбюттельский (1771—1815)
  - (3) Карл II Брауншвейгский (род. 1804)
  -  (4) Вильгельм Брауншвейгский (род. 1806)/